# Katara Towers
Les Katara Towers sont un ensemble gratte-ciel de 211 mètres de hauteur achevé en 2022 lors de la coupe du monde de football de 2022 à Lusail au Qatar, dans la marina de Lusail. Il reprend la forme de deux cimeterres, les sabres traditionnels arabes qui sont également présent sur l'emblème du Qatar.
Le projet comprend deux tours d'hôtel de 38 étages avec un total de 614 chambres, un hôtel cinq étoiles (Fairmont), un hôtel six étoiles (Raffles) et des appartements de standing destinés à accueillir des résidents permanents. Le projet comprend également une île artificielle en front de mer avec un ensemble d'installations de loisirs et de sports nautiques, de parcs aquatiques ainsi que des  restaurants.
Le complexe appartient en partie à Ali ben Ahmed al Kuwari ministre qatari des finances et à Katara Hospitality.